# ESuba
eSuba je historicky nejúspěšnější organizace věnující se esportu v Česku a na Slovensku. Za 18 let působení tým získal mnoho ocenění na československé i mezinárodní scéně. eSuba se angažuje v dvou herních sekcích, a to League of Legends a Counter-Strike: Global Offensive.

## Historie
Tým byl založen roku 2004 Ladislavem Dyntarem. První sestava týmu byla představena pro hru Call of Duty ve složení sLic, PITTBULL, Kursk23 a Nodlle. V roce 2007 organizace podepsala spolupráci se společnostmi AMD, SAPPHIRE a HAL3000. Tým se dočasně přejmenoval na eSuba.HAL3000. S postupem času začala eSuba působit ve více hrách, nejdéle se věnovala herním sériím Counter-Strike a Call of Duty.
21. března 2011 eSuba oznámila League of Legends sekci a hned další rok ovládla v tomto herním titulu největší CZ/SK turnaj Mistrovství ČR 2012, které si posádka v čele s Pavlem "Herdynem" Mikešem připsala opět i v roce 2013. V roce 2011 si taktéž Erik "hakkiJunior" Leštach připsal Mistrovství světa ESWC 2011 v Trackmanii a získal tak jeden z největších úspěchů českého esportu.
24. března 2018 eSuba ve finále V4 Future Sports Festival 2018 ve hře League of Legends v Maďarsku porazila polské Illuminar Gaming a vyhrála tak 3 600 000 Kč, čímž připsala historicky největší úspěch českého esportu.
12. dubna 2018 se po půl roce působení oficiálně rozpadla ženská sekce hry Counter-Strike: Global Offensive, eSuba.Ladies. Hlavní CS:GO sekci opustila na přelomu let 2017 a 2018 většina hráčů, avšak 30. srpna 2018 byl ohlášen její návrat. eSuba v září roku 2018 podepsala spolupráci s českým fotbalovým klubem AC Sparta Praha, díky čemuž vznikl projekt Sparta eSports, který měl za úkol propojit jméno fotbalového klubu s herní sérií FIFA. Spolupráce se ale v následujícím roce rozpadla.
Na začátku roku 2023 eSuba umístila členy CS:GO sekce na transfer list. Důvodem jsou vzniklé finanční problémy kvůli světové ekonomické krizi. V roce 2023 tak bude eSubu reprezentovat obměněná sestava Youngsters (Juniorský Tým eSuby.), která ale bude hrát jen semi-profesionálně. eSuba je též nucena propustit svoje ostatní sekce ve hrách: Rocket League, Dota 2, League of Legends: Wild Rift, Teamfight Tactics a HearthStone.

## Hráči v aktivní sestavě
| Přezdívka   | Jméno                        | Funkce           | Role ve hře          |
| ----------- | ---------------------------- | ---------------- | -------------------- |
| Lunddorf    | Søren Lunddorf               | Hráč             | Top Laner            |
| Savero      | Jiři Odehnal                 | Hráč             | Jungler              |
| Rylle       | Mikkel Rylander Christiansen | Hráč             | Mid Laner            |
| Dany        | Daniel Novák                 | Hráč             | Bot Laner            |
| Smarty      | Matyáš Rozvoral              | Hráč             | Support              |
| r0bbed      | Manh Ha Duc                  | Hráč             | Náhradník/ Top laner |
| Krakeer     | David Bruk                   | Hlavní trenér    | -                    |
| Elmo        | Tomáš Bielik                 | Asistent trenéra | -                    |
| DON LAFFSON | Radek Mikušovský             | Team Manager     | -                    |

| Přezdívka   | Jméno            | Funkce       |
| ----------- | ---------------- | ------------ |
| Crazyy      | Ondřej Švec      | Hráč         |
| DOCKSTAR    | Dominik Putirka  | Hráč         |
| hackshooter | Pavel Jelínek    | Hráč         |
| stinx       | Matěj Štorek     | Hráč         |
| heikkoL     | Kristián Garbera | Hráč         |
| prostedav3  | David Vrba       | Team Manager |

## Sekce
| Herní titul                     | Založení  | Zánik | Největší úspěch                                                                     |
| ------------------------------- | --------- | ----- | ----------------------------------------------------------------------------------- |
| Call of Duty                    | 2004      | 2012  | Nejlepší sniper světa- eSuba Lucker.                                                |
| Counter-Strike                  | 2005      | 2012  | 1. místo WGT 2009                                                                   |
| Counter-Strike: Source          | 2006      | 2012  | Mistrovství ČR 2013                                                                 |
| Defense of the Ancients (dotA)  | 2006      | 2009  | DotA League Masters 2009 kvalifikace                                                |
| FIFA                            | 2008      | 2018  | WORLD CUP 2018                                                                      |
| Trackmania                      | 2008      | 2018  | 1. místo na Mistrovství světa ESWC 2011                                             |
| Starcraft 1,2                   | 2008-2009 | 2016  | Vítězství Mistrovství ČR 2012, 2013                                                 |
| League of Legends               | 2011      | -     | Výhra na V4 eSports future festival 2018 (3 600 000Kč v prizemoney) 5x Vítězové MČR |
| Counter-Strike:Global Offensive | 2012      | -     | 8 Místo. V4 Future Sports Festival - Budapest 2021                                  |
| World of Tanks                  | 2012      | 2018  | Kvalifikace do WG Gold League                                                       |
| Battlefield                     | 2012      | 2014  | Výhra Mistrovství ČR 2012                                                           |
| Dota 2                          | 2013      | 2022  | Sazka eLEAGUE Fall 2020                                                             |
| HearthStone                     | 2013      | 2023  | 1. místo na Global Games 2017 (část týmu eSuba)                                     |
| Vainglory                       | 2016      | 2018  | Výhra Mistrovství ČR 2016                                                           |
| Clash Royale                    | 2016      | 2020  | Red Bull M.E.O.                                                                     |
| Overwatch                       | 2016      | 2018  | Výhra Mistrovství ČR 2016                                                           |
| Teamfight Tactics               | 2019      | 2023  | 2. místo na Mistrovství ČR 2019                                                     |
| Apex Legends                    | 2019      | 2020  | -                                                                                   |
| Brawl Stars                     | 2020      | 2022  | 1. místo na Samsung MČR Series                                                      |
| Valorant                        | 2020      | 2022  | -                                                                                   |
| Rocket League                   | 2021      | 2023  | 2. místo v Acer Nitro 3v3 Cup                                                       |

## Management[13]
| Přezdívka | Jméno           | Funkce             |
| --------- | --------------- | ------------------ |
| Nodlle    | Ladislav Dyntar | Zakladatel, CEO    |
| MaSy      | Marek Sýkora    | COO                |
| Wanty     | Alexandr Ambróz | Team Director      |
| Orinn     | Mirko Baumann   | Influencer Manager |

| Přezdívka | Jméno            | Funkce                 |
| --------- | ---------------- | ---------------------- |
| Kentaky   | Martin Vašátko   | Creative Director      |
|           | Václav Kudělka   | Art Director           |
|           | Julie Linková    | Social Media Manager   |
| Hippowan  | Prokop Sojka     | Content Specialist     |
|           | Martin Stanislav | Social Media Executive |